# تردیا
تردیاس (به فرانسوی: Trédias) یک کمون در فرانسه است که در Canton of Broons واقع شده‌است.

## خصوصیات
تردیاس ۱۱٫۰۱ کیلومترمربع مساحت و ۴۸۴ نفر جمعیت دارد.